# 加徳島
加徳島（カドクとう、朝: 가덕도）は、大韓民国釜山広域市江西区天加洞の主島。
釜山広域市で一番大きい島(影島の1.5倍)で、面積は21.36 平方km、海岸線の長さは36km。最高峰は烟台峰で459.4m。
李氏朝鮮時代には 熊川郡管轄であり、1914年から1988年まで昌原郡管轄であった。1989年1月1日に天加面が当時の釜山直轄市に編入され、新設の江西区に属するようになった。行政洞は天加洞一つのみで、東仙洞・城北洞・訥次洞・天城洞・大項洞など5つの法定洞がある。

## 概要
洛東江河口東南海上に位置する。島内には大項村、仙倉村、斗文村、獐項村、栗里村、天城村、東仙村、城北村、訥次村があり、5個の法定洞と10個の自然村がある。巨済島とは直線距離で9km離れ、天城村を加徳島と巨済島を結ぶ加徳大橋が通過する。島南部の一帯とその付近海域は現在キャパシティが限界に至った金海国際空港を代替する韓国の東南圏新空港の候補地として挙論され、2022年4月27日、韓国政府は加徳島新空港の建設を決定した。

## 文化財
東北の訥次洞に加徳島倭城が、城北洞(釜山新港隣近)に釜山広域市記念物第35号に指定された加徳島斥和碑がある。

## 遺跡出土の古代DNA
加徳島の獐項遺跡（約6,300年前）から出土した男性人骨「獐項8号人骨（Changhang 8）」のDNAを解析した結果、Y染色体はハプログループD1a2a1（D-116.1, CTS10441）であった。獐項遺跡からは日本産翡翠の装身具をはじめ、48体の人骨が出土した。その中で科学分析が可能であったのは17体で、1体からはヨーロッパ系の母系とも共通するミトコンドリアDNAのハプログループHが検出された。

## 交通
長期に渡り、外部との交通は船便に依存していたが釜山新港が開発され、陸地と繋がり、加徳大橋と巨加大橋が順に完工されて陸地及び巨済島と道路ですぐ繋がれている。
2021年2月1日、野党国民の力に所属する金鍾仁が釜山広域市を訪問。地元向けに加徳島の新空港建設と加徳島と日本の九州をつなぐ日韓海底トンネルの建設について積極的に検討すると発言して話題となった。